# Columbus (uitgeverij)

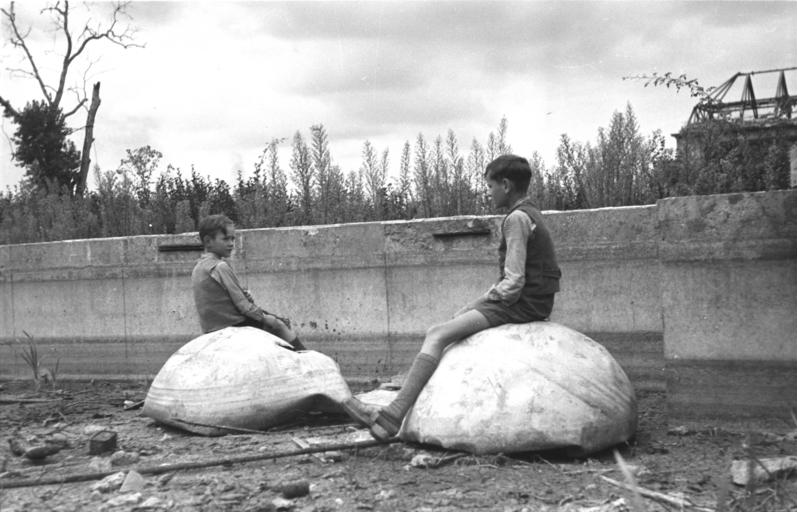
Twee jongetjes zitten in de tuin van de Rijkskanselarij op de resten van Hitlers globe, een exemplaar van Columbus

Columbus Verlag Paul Oestergaard GmbH is een Duitse uitgever van globes. De onderneming is gevestigd in Krauchenwies nabij Sigmaringen en mag zich marktleider op het gebied van globes noemen.

## Geschiedenis
Aan het begin van de twintigste eeuw startten de broers Peter en Paul Oestergaard met het produceren van globes. Tussen 1904 en 1909 maakten zij enkele modellen van 11, 19 en 33 cm doorsnee. In 1909 stichtte Paul de cartografische uitgeverij Columbus en vestigde het bedrijf in Berlin-Schöneberg. Het was destijds het idee om een 'volksglobe' te gaan maken, die elk gezin zich kon veroorloven. In de loop van de negentiende eeuw was de globe van een duur instrument een massaproduct geworden. Oestergaard ontwikkelde een versie van papier-maché die nog goedkoper kon worden geproduceerd. De kaart werd in segmenten gedrukt en vervolgens op de bol aangebracht.
Tien jaar na de oprichting produceerde de onderneming kaarten, hemel- en aardglobes in grote aantallen in 24 talen en het bedrijf exporteerde ze tot aan China. De onderneming bleef groeien en in de jaren 30 werden enkele uitzonderlijke en vooral uitzonderlijk grote exemplaren gemaakt. Van deze Columbus Globus für staatliche und industrielle Führer werden er vier door Adolf Hitler besteld, zodat dit model ook als 'Hitlerglobe' bekendstaat.
In de Tweede Wereldoorlog ging de vestiging in Berlijn bij oorlogshandelingen verloren. Vanwege de blokkade van Berlijn verhuisde het bedrijf in 1948 naar Stuttgart. In de jaren 50 maakte het bedrijf 84 verschillende modellen, waaronder maanglobes, globes met en zonder binnenverlichting, reliëfglobes en een kopie van de Erdapfel uit 1492. Niet lang daarna maakte het bedrijf de overstap naar globes uit kunststof.

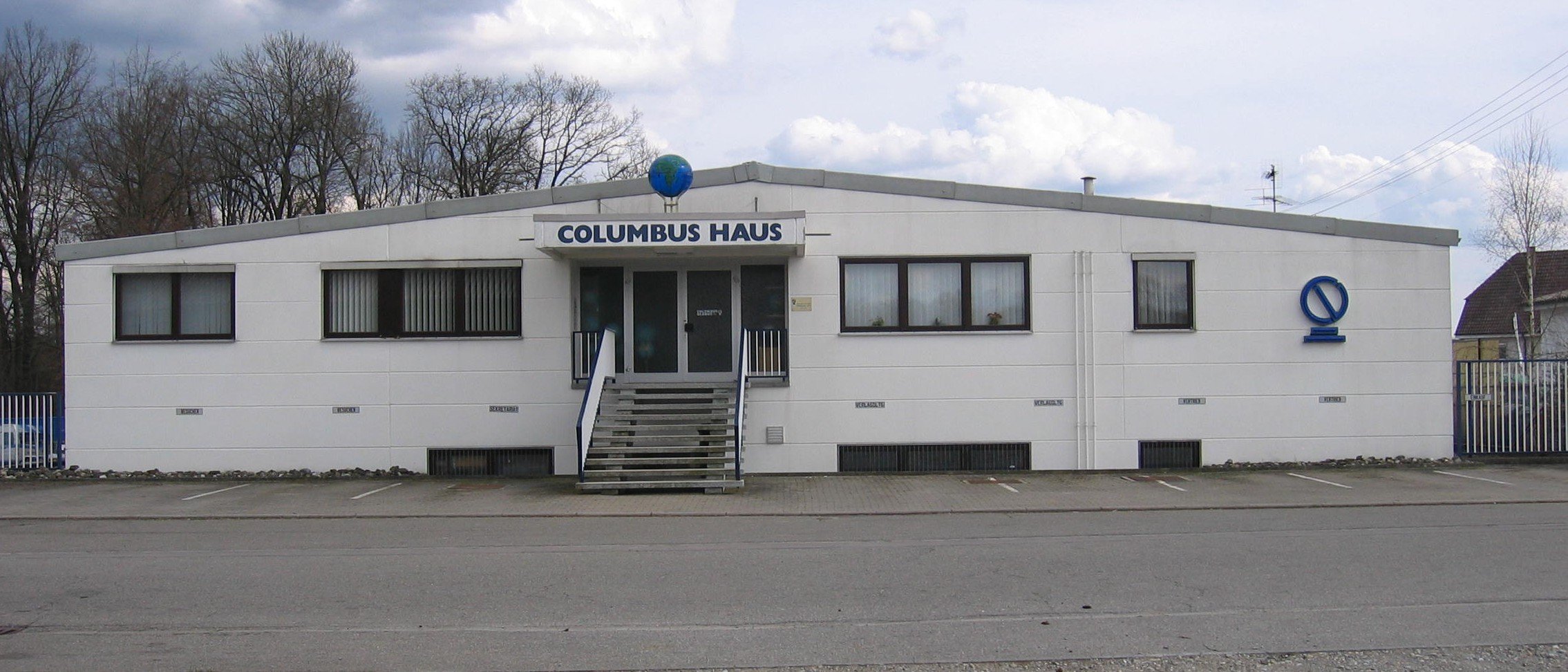
Columbus Haus in Krauchenwies

In 1993 verhuisde de uitgeverij naar de huidige vestigingsplaats, in een door productie in Azië sterk veranderde markt. Politieke veranderingen zoals de hereniging van Duitsland, het uiteenvallen van de Sovjet-Unie en de oorlog op de Balkan zorgden ervoor dat uitgegeven modellen relatief snel achterhaald raakten. Het bedrijf balanceerde op de rand van de afgrond en Torsten Oestergaard, de vierde generatie van het familiebedrijf, maakte met de uitgeverij een doorstart. Anno 2016 heeft de uitgeverij circa 60 medewerkers.

## Aantallen
De uitgeverij vervaardigt rond de 100.000 globes in zo'n 60 verschillende modellen per jaar. De onderneming zelf schatte in 2006 sinds de oprichting tien miljoen globes te hebben verkocht.